# عادم

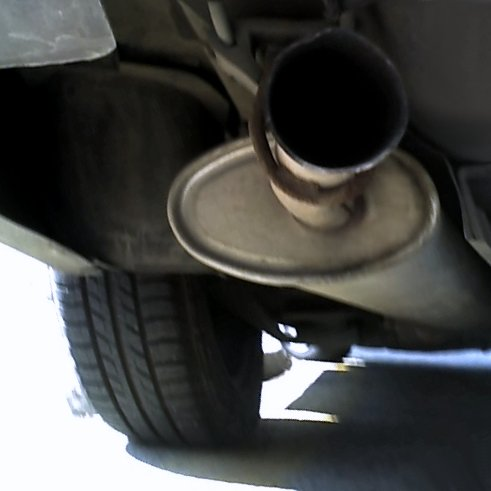
أنبوب العادم في نهاية نظام العدم في سيارة

العادم أو نظام العادم هو جهاز أو نظام يوجد عادةً في السيارات، ويستخدم نظام أنابيب من أجل طرد الغازات الناتجة عن احتراق الوقود داخل محرك الاحتراق الداخلي.
يقوم نظام العادم بنقل الغازات الناتجة عن الاحتراق إلى خارج المركبة عبر أنبوب العادم المثبت في نهاية السيارة عادة، والذي يسمى بالاسم الشائع الشكمان في بعض البلاد العربية.
يتألف النظام العادم في السيارات من:
- رأس أسطوانة ومشعب العادم (أو مجمع العادم)
- شاحن عنفي لزيادة قوة المحرك
- محول حفزي للتقليل من تلوث الهواء
- كاتم صوت لتخفيض الضجيج

## اقرأ أيضاً
- غاز عادم